# Sannäsfjorden

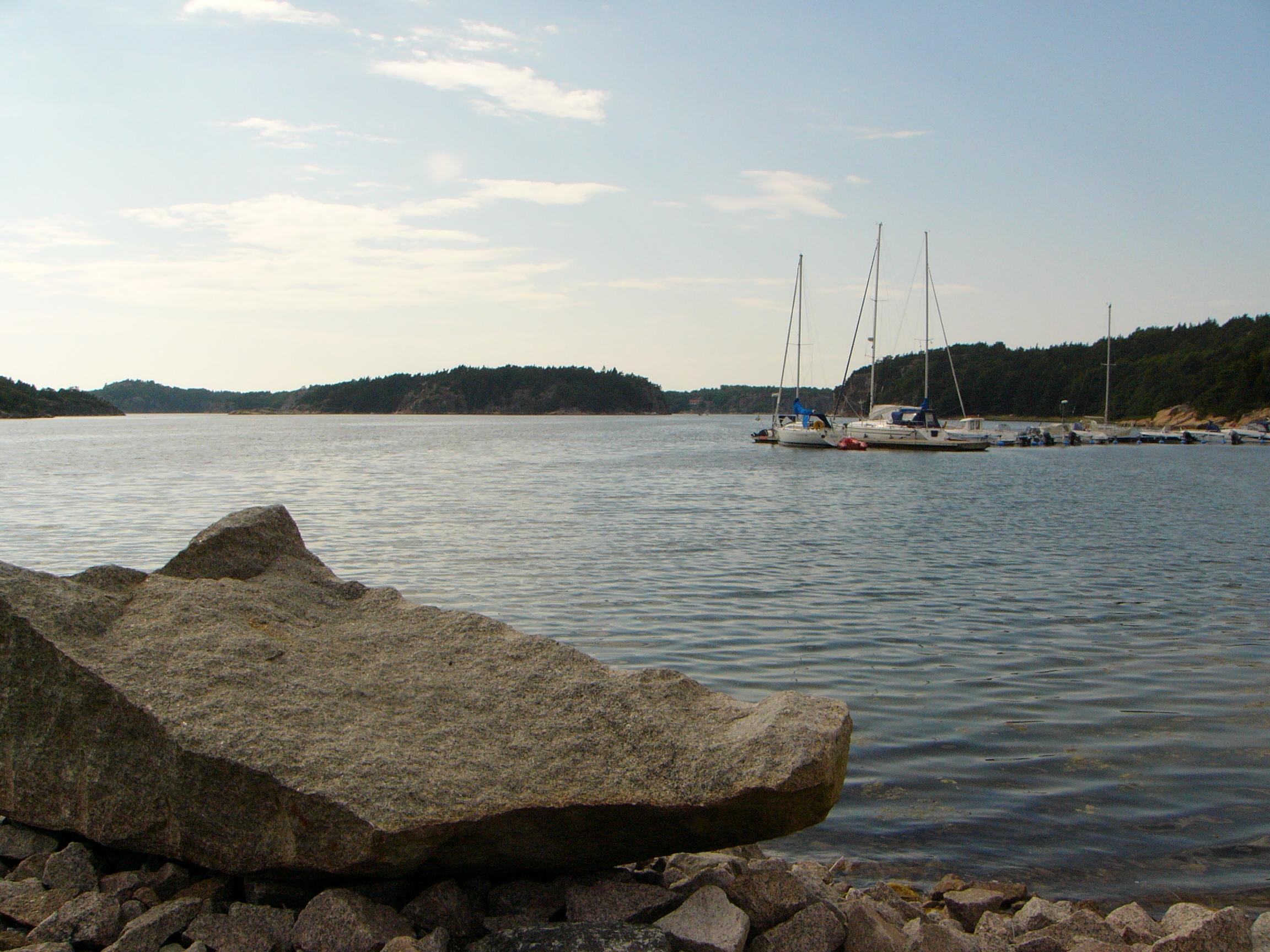
Sannäsfjorden sedd från Sannäs.

Sannäsfjorden är en fjord belägen i Tanums kommun i norra Bohuslän.
I fjordens östra del är samhället Sannäs beläget. I yttre öppningen finns ön Havsten. Fjorden begränsas i norr av Klättahalvön och i söder av Tanumsnäset. 
Första gången fjorden nämns vid namn i de norska kungasagorna är namnet Sämsfjorden. Ett namn som den fortfarande hade när området blev svenskt år 1658. Efter att samhället Sannäs växer fram skiftar namngivningen gradvis över till Sannäsfjorden. 
Under 1900-talets första del fanns det planer om att från fjordens inre del anlägga en kanal mot söder, genom Tanumsnäset, vid Edsvik. Genom att anlägga kanalen skulle kustsjöfarten vid dåligt väder ej behöva passera de farofyllda vattnen utanför Tjurpannan.

## Geologi
Sannäsfjorden är en del i sprickdalssystemet i norra Bohuslän. Fjordens inre del är en del av en nord-sydgående spricka och yttre delen är bildad i en spricka som går i nordnordvästlig till sydsydostlig riktning.
Sannäsfjorden är en så kallad tröskelfjord med en 8 m grundtröskel och en 32 m djup bassäng innanför.

## Natur
Fjorden visar upp en stor biologisk mångfald som beror på den relativt opåverkade miljön och den speciella oceanografin i Skagerrak, som gör att havsströmmar från Nordsjön försörjer fjorden med salt och friskt vatten, samtidigt med den för svenska förhållanden relativt mindre påverkan av utströmmande bräckt vatten från Östersjön och förorenat flodvatten från Norge. De vattendrag som mynnar i fjorden är också relativt fria från föroreningar. Området hyser också vidsträckta grunda lerbottnar med ålgräsängar. Grunda ålgräsängar är viktiga för det marina livet bland annat som uppväxt- och näringsområden för torsk och rödspotta och för ål. Fjorden är del av ett Natura 2000 område i bohuslänsk skärgårdsmiljö  
I fjorden lever en mycket stor och värdefull population av ostron. I yttre delen av fjorden finns fortfarande rika hummervatten.